# Coronel Marcelino Maridueña (kanton)
Coronel Marcelino Maridueña – kanton w prowincji Guayas, w Ekwadorze. Stolicą kantonu jest Coronel Marcelino Maridueña.